# Rea Revekka Poulharidou
Rea Revekka Poulharidou (griechisch Ρέα Ρεβέκκα Πουλχαρίδου) (* 21. Juni 1967 in Vaihingen an der Enz) ist eine deutsche Schriftstellerin. Sie veröffentlichte bisher Lyrik und Prosa. Sowohl die deutsche Sprache wie die griechische Sprache werden in ihren literarischen Arbeiten thematisiert.
Rea Revekka Poulharidou studierte Germanistik, Neurolinguistik und Psychologie in Freiburg im Breisgau. Heute lebt sie am Bodensee.

## Auszeichnungen
- 2004 Preisträgerin des Lyrik-Wettbewerbs der Stadt Augsburg, „Augsburger Friedenssamen“.
- 2011 Preisträgerin des Literaturwettbewerbs der „8. Bonner Buchmesse Migration“ (Lyrik).
- 2012 Preisträgerin des Literaturwettbewerbs der Isnyer Literaturtage
- 2012 Literarischer Förderpreis der Literarischen Vereinigung Signatur e. V.
- 2015 Preisträgerin des Literaturwettbewerbs der Isnyer Literaturtage

## Werke
- Traumfängerin – eine lyrische Reise. Gedichte (2002) ISBN 3-935121-77-6
- HÖRBUCH Traumfängerin – eine lyrische Reise. Gedichte. Musik: Sebastian Voigts. (2004) ISBN 3-9809651-1-2
- Eléni – Heimat im Herzen. Eine deutsch-griechische Geschichte. Erzählung. (1. Auflage 2006, 2. Auflage 2008) ISBN 3-934941-48-6
- Licht und blau. Gedichte. (2017) ISBN 978-3-7431-6673-8